# 下高野橋
下高野橋（しもこうやばし）は、大阪市東住吉区の大和川に架かる橋。

## 概要

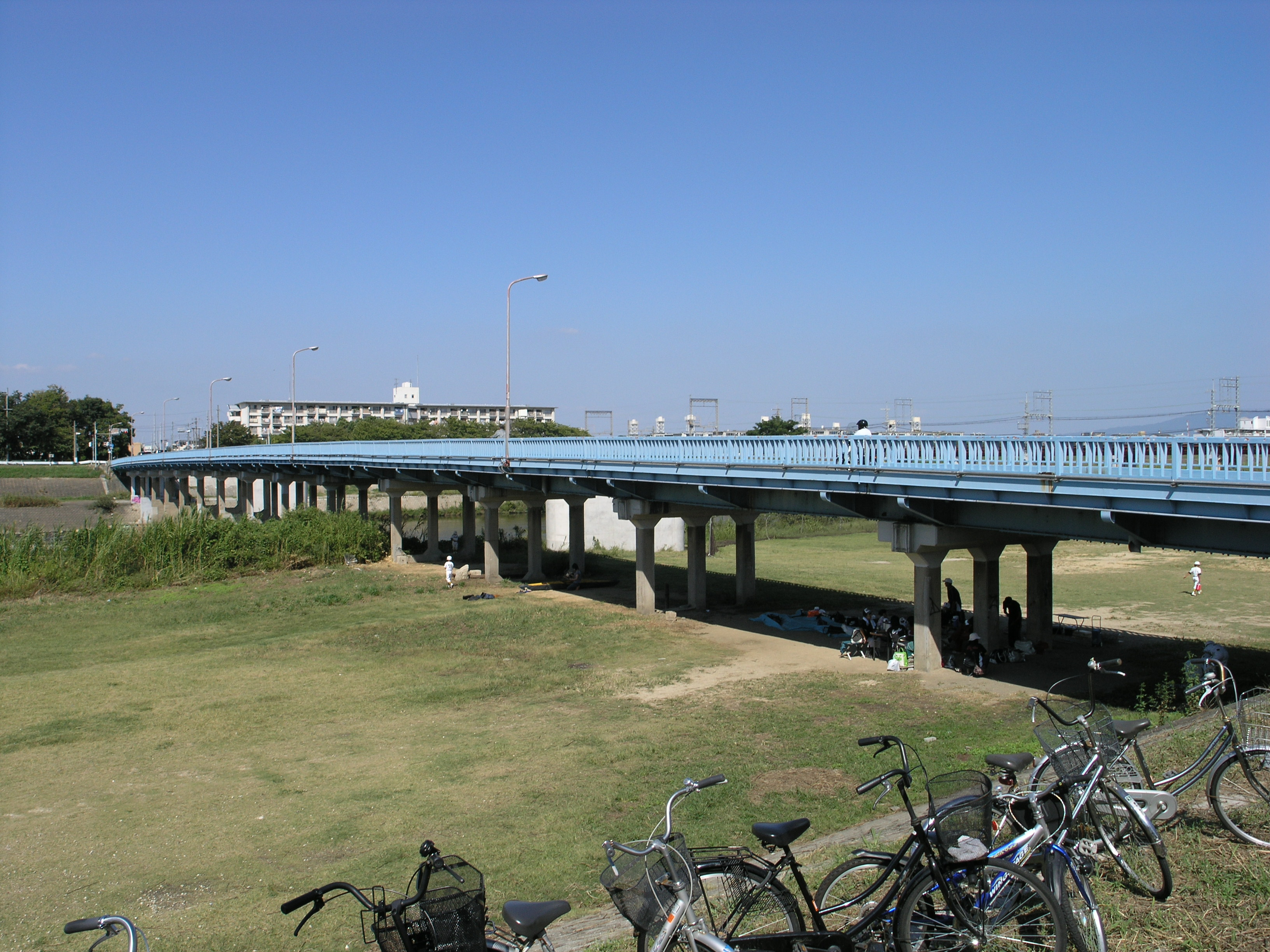
下高野橋 （旧橋：2009年10月撮影）

府道大阪狭山線旧道（旧下高野街道）の大和川を越える位置に架かる橋で、現在の橋は2013年（平成25年）に架け替えが竣工している。
架け替え前の橋は1927年（昭和2年）竣工の鋼板桁橋で、橋脚一脚につき細いコンクリート柱が3本用いられていた。14脚15径間は21世紀に存在していた大和川の橋の中では際立って多かった。1970年（昭和45年）に歩道部分の拡幅がおこなわれた。
下流にバイパス橋（行基大橋）が架けられており交通量は少ないものの橋自体の老朽化が進行し、2002年（平成14年）から上流側に新しい橋を架け替える事業が行われていた。
主要諸元（架け替え後）
- 形式：桁橋（連続桁3径間）
- 橋長：188.2m
- 幅員：14m
- 位置：大阪市東住吉区矢田5丁目（右岸）、矢田7丁目（左岸）

主要諸元（架け替え前の旧橋）
- 形式：単純I型桁
- 橋長：180.4m
- 幅員：7.86m （車道5.22m＋歩道1.33m×2）
- 径間数・支間：12.2m＋13×12.0m＋12.2m